# Chlístov (district de Rychnov nad Kněžnou)
Pour les articles homonymes, voir Chlístov.
Chlístov (en allemand : Chlistau) est une commune du district de Rychnov nad Kněžnou, dans la région de Hradec Králové, en République tchèque. Sa population s'élevait à 80 habitants en 2022.

## Géographie
Chlístov se trouve à 3 km au sud-est de Nové Město nad Metují, à 20 km au nord-nord-est de Rychnov nad Kněžnou, à 28 km à l'est-nord-est de Hradec Králové et à 127 km à l'est-nord-est de Prague.
La commune est limitée par Nové Město nad Metují au nord, par Ohnišov à l'est, par Val au sud, et par Dobruška à l'ouest.

## Histoire
La première mention écrite de la localité date de 1545.

## Galerie

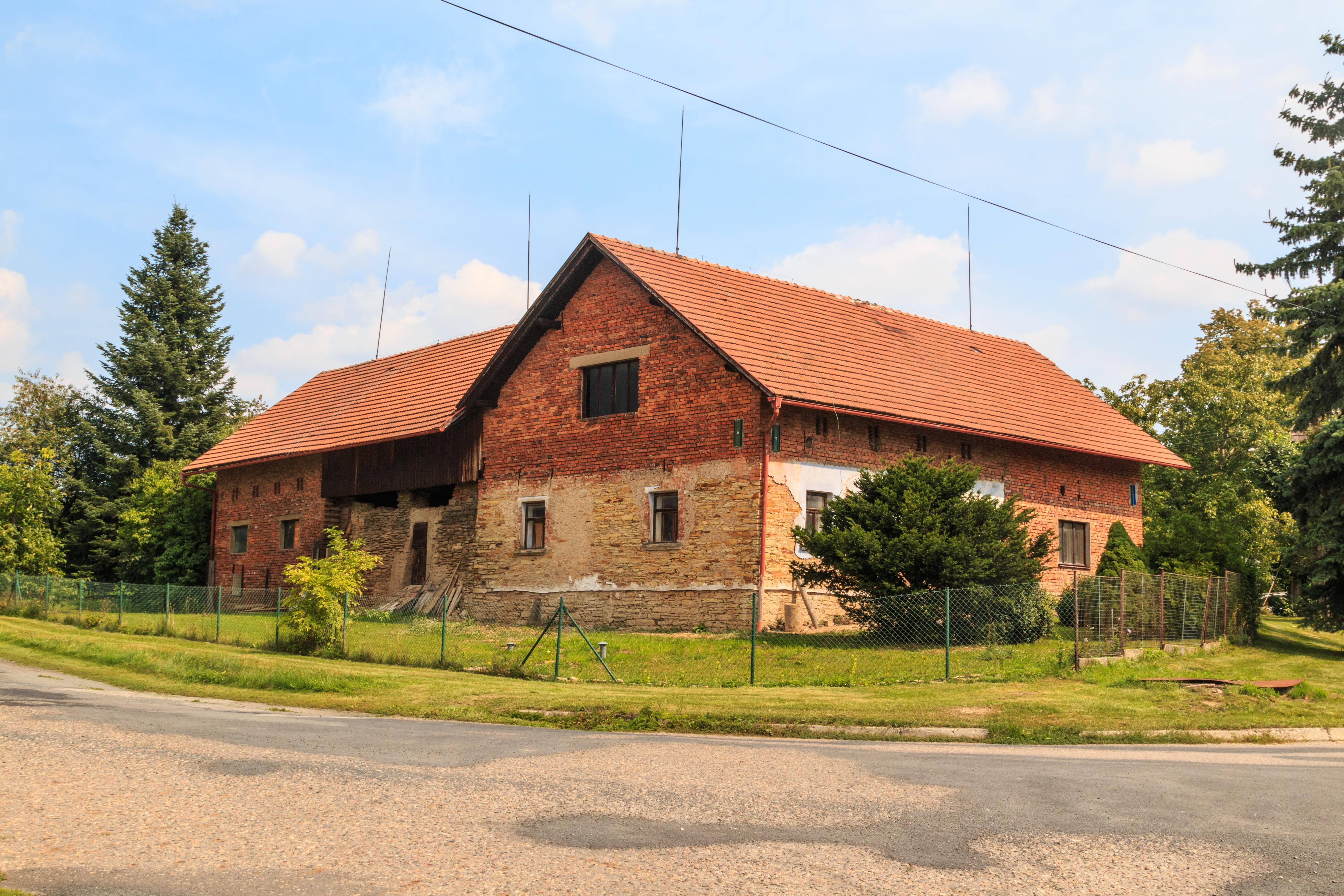
Maisons à Chlístov.
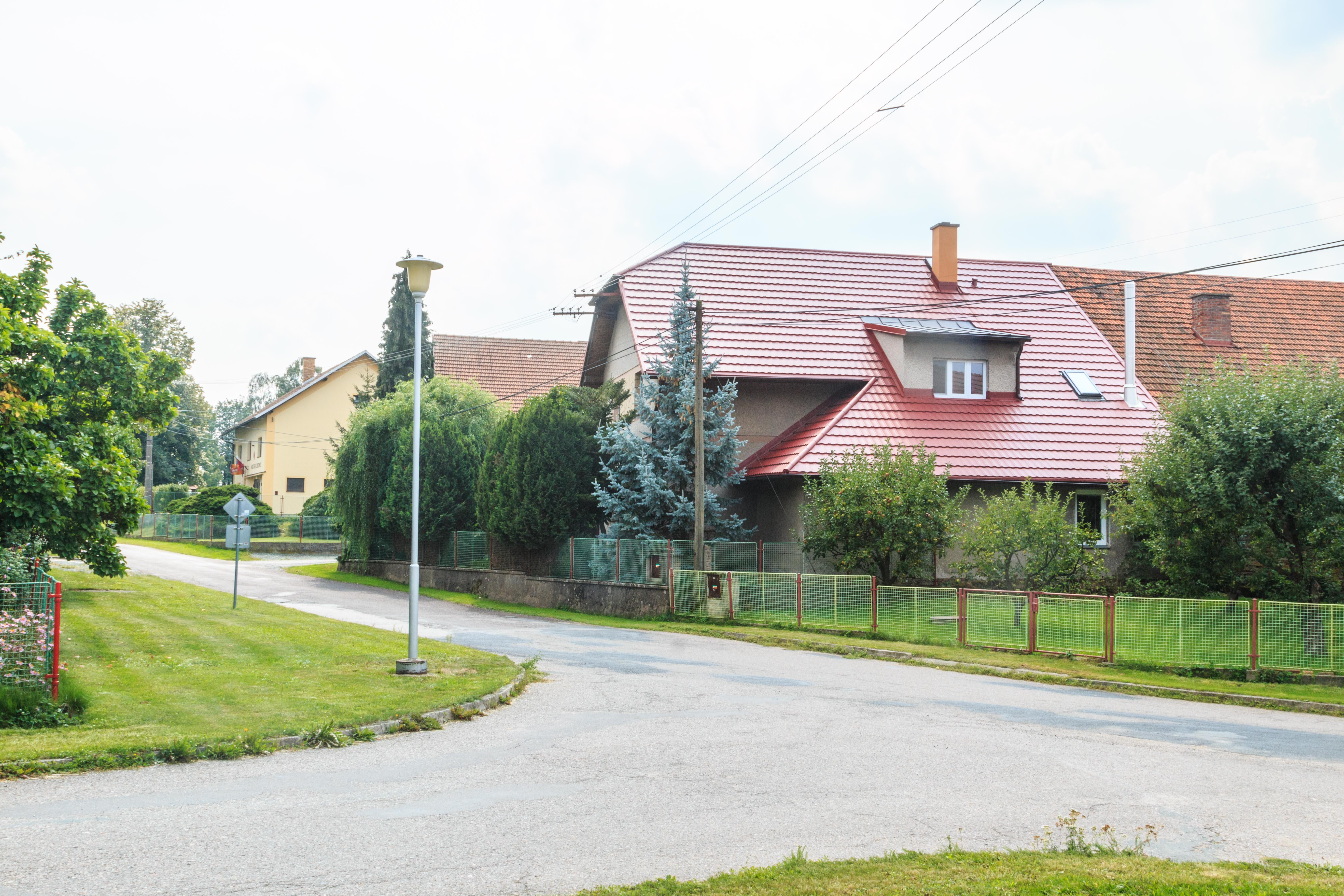
Rue à Chlístov u Dobrušky.

## Transports
Par la route, Chlístov se trouve à 4 km de Nové Město nad Metují, à 21 km de Rychnov nad Kněžnou, à 35 km de Hradec Králové et à 160 km de Prague. 